# Dia Internacional de la Cobertura Sanitària Universal
El Dia Internacional de la Cobertura Sanitària Universal és un dia internacional, que es commemora cada 12 de desembre. És l'aniversari de la primera resolució unànime de les Nacions Unides on es demana als països que brindin atenció mèdica assequible i de qualitat a totes les persones i a tot arreu. La cobertura universal de salut s'ha inclòs als nous Objectius de desenvolupament sostenible adoptats per les Nacions Unides. La Salut Universal significa que totes les persones tinguin accés, sense cap discriminació, a serveis integrals de qualitat, quan i on els necessiten, sense exposar-les a dificultats financeres. El 6 de desembre de 2017 l'Assemblea General de les Nacions Unides a través de la Resolució A/72/L.27 proclama el 12 de desembre Dia Internacional de la Cobertura Sanitària Universal.